# 최희진 (음악인)
최희진(1973년 12월 3일 ~ )은 대한민국의 작곡가, 작사가 음반 제작자 및 대중음악 프로듀서이다.

## 삶
1973년생으로 현재 경희사이버대학교 미디어문창과 휴학중에 있으며, 과거부터 엄정화, 임창정, 김민종, 유승준, 정일영, 장나라, 핑클, 파파야, 채동하, 윤손하, 조성모, 박지윤, 먼데이키즈, 유엔(UN), 박용하, 안재모, 등 대한민국의 유명 가수들과 함께 작업하였다. KBS2의 드라마 《가을동화》의 OST 《기도》 등의 곡 들을 작사하였고, 2000년에는 작사가로 데뷔한 지 일년여 만에 KBS 가요대상 작사상을 수상하는 쾌거를 이루었다. 그 후 음반 제작 프로듀서로 영역을 넓혀 대중음악 PD로 활동했다. 또한 한국 방송작가 협회 연수원에서 2년 동안 '드라마 작가' 과정을 수료하였다.